# 中国伪军
中國伪军是指中国抗日战争时期，由侵華日軍占領区內其建立的傀儡政府所統治之國民或组成的协助日军进行军事活动的準軍事組織或正規軍。不同时期各地的伪军名号各不相同，较为著名的有“皇协军”、“保安队”、“警备队”等称呼，常与侵华日军合称“日伪军”。伪军主要指汪精衛國民政府轄下汪精卫的政府军；以王克敏為首的中華民國臨時政府轄下華北治安軍和滿洲國轄下满洲国军，兵力最高達約118.6万人，事實上超过在华日军的数量。部分伪军負責衛戍城市，负责維護佔領區治安；大部分的伪军则被调往华北地区进行“扫荡”或者“治安强化作战”，其中不少伪军参与了在华北地区对平民的大屠杀活动。:1018:74

## 背景
抗日戰爭時期，日本佔領區內的反抗活動此起彼伏，為鎮壓地方反抗而牽制了大量的作戰用正規軍。為解決前綫作戰兵力不足的現象，日本希望利用中国當地現有的兵員維持統治，招募當地人民來負責佔領區治安。根據日本佔領區的傀儡政權的管轄範圍，設立如“南京和平建國軍”、“華北治安軍”等，各佔領區政權沒有干預其他政權轄下偽軍活動的權利，但日本軍官有權隨時任意調遣地區的偽軍。
1938年時，偽軍在中國的數量約為7.8万人，隨著1940年汪精衛叛離國民政府建立新的政府后，日偽軍數量急劇上昇至14.5万人。其中，又以1943年5月14日，龐炳勛、孫殿英兩人聯名通電投日，所率領的軍隊數量為龐大。1945年初，仅汪精卫政权统治区就有日伪军40万余人。

## 满洲国军

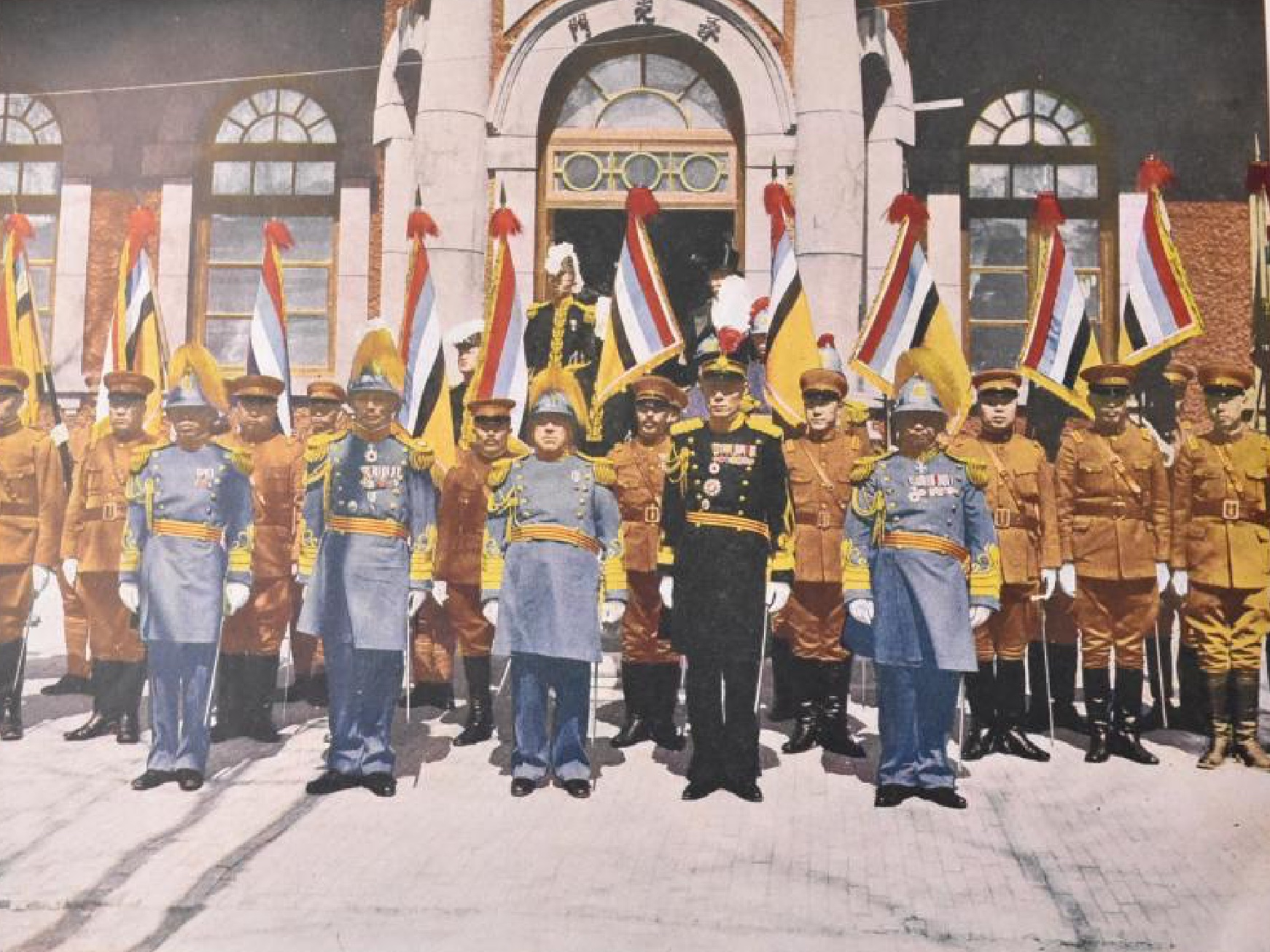
满洲国军将校们合影

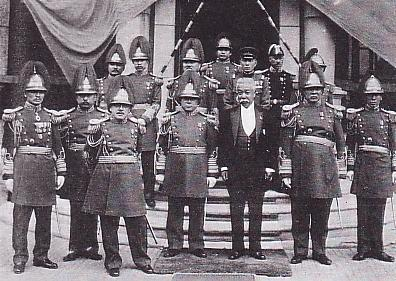
满洲国军将校合影
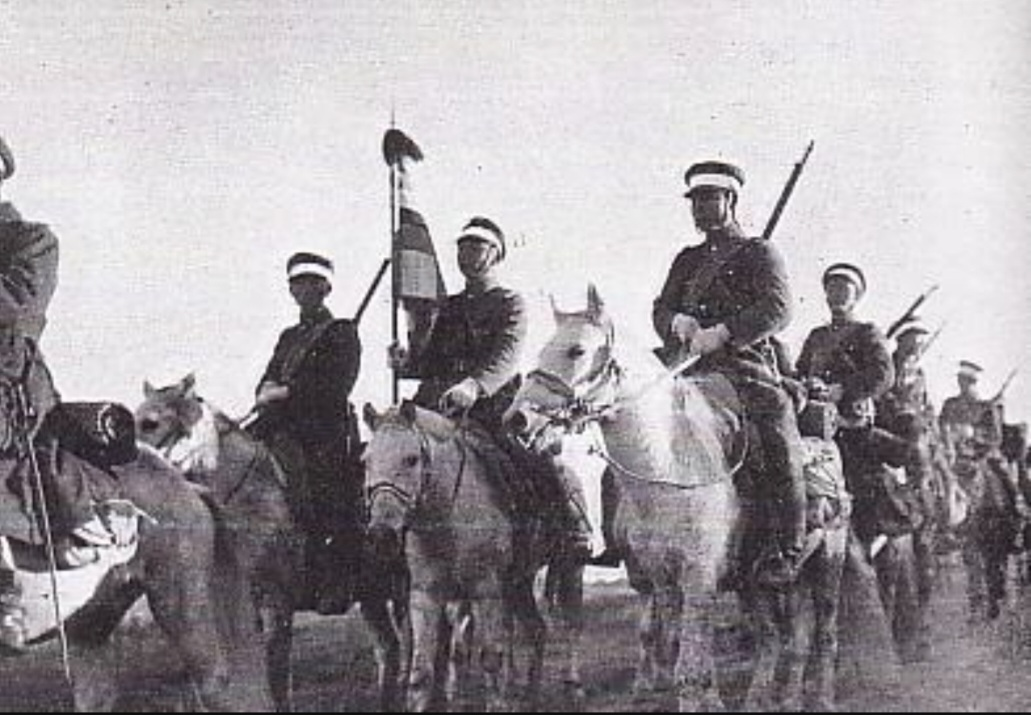
满洲国陆军骑兵部队
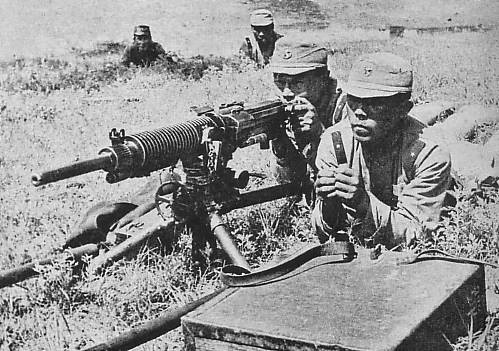
军事演习中的满洲国军士兵
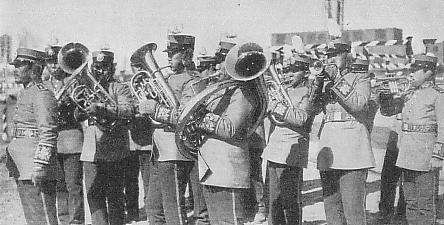
满洲国军军乐队
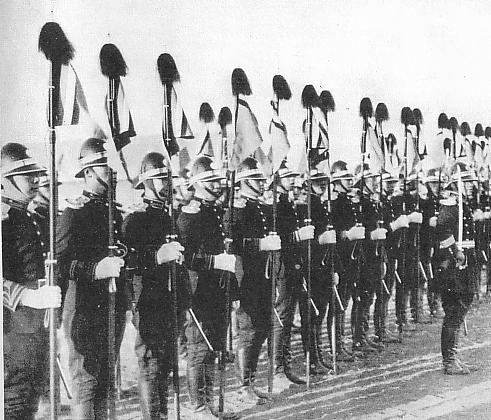
满洲国军仪仗队
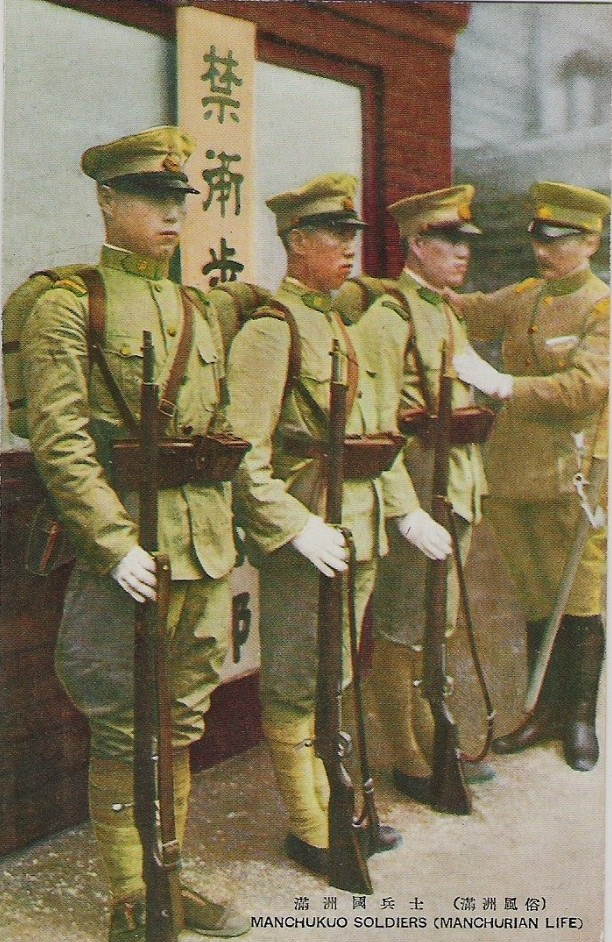
满洲国禁衛隊士兵
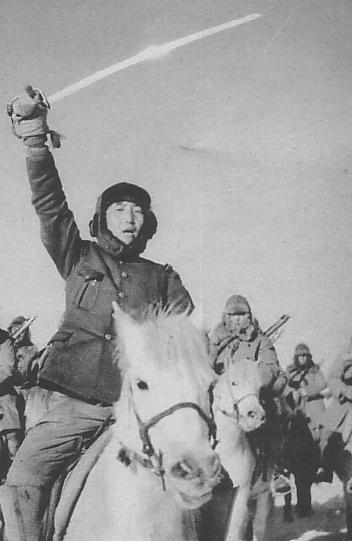
一名興安軍骑兵
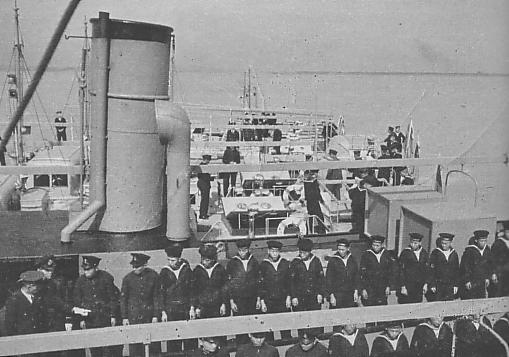
满洲国江防艦隊
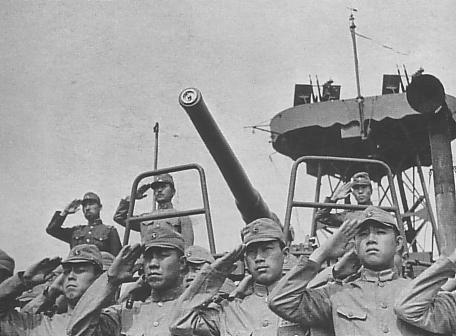
满洲国江上军
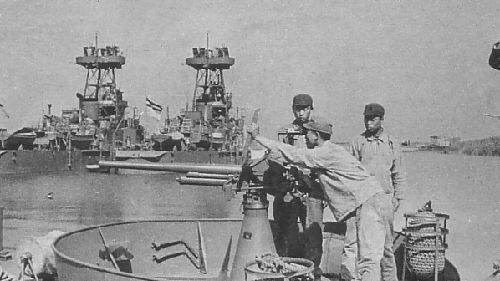
满洲国江上军
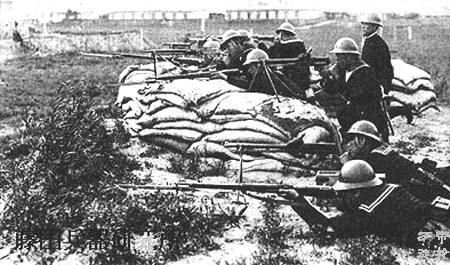
满洲国江上军陆战队
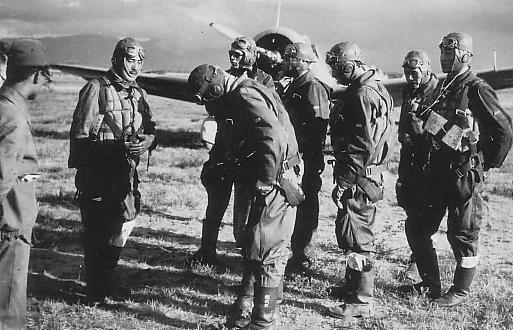
满洲国军飞行队

满洲国军以原东北军的一部分为基础组建的。据满洲国《国防年鉴》“国防部分”和日本《陆海军军事年鉴》等资料记载：从1935年至1940年满洲国军总兵力均为8万或10万人左右。1935年，满洲国军共有9个警备军，即第1至第5军管区警备军及兴安东、兴安西、兴安南、兴安北省4个警备军，另有禁卫步兵团、骑兵第1旅、靖安军等。其中靖安军仅辖两个步兵团、一个骑兵团及一个炮兵队。1940年《关于东北抗日救国运动的新提纲草案》中载：“估计满洲国正规军约10万余人（30个旅）；武装较好的警察队约5万名以上，兴安军约1万名以上”。兴安军主要由蒙古族人組成（亦有以教官身分配屬的日本人），主要在草原地區活動。
1935年至1936年伪满军共5个军管区，到1937年为6个军管区，其兵力如下：
- 第1軍管區（兵數：12,321人）
- 第2軍管區（兵數：13,185人）
- 第3軍管區（兵數：13,938人）
- 第4軍管區（兵數：17,827人）
- 第5軍管區（兵數：9,294人）
- 第6军管区（兵數：4,214人）

## 蒙疆軍隊

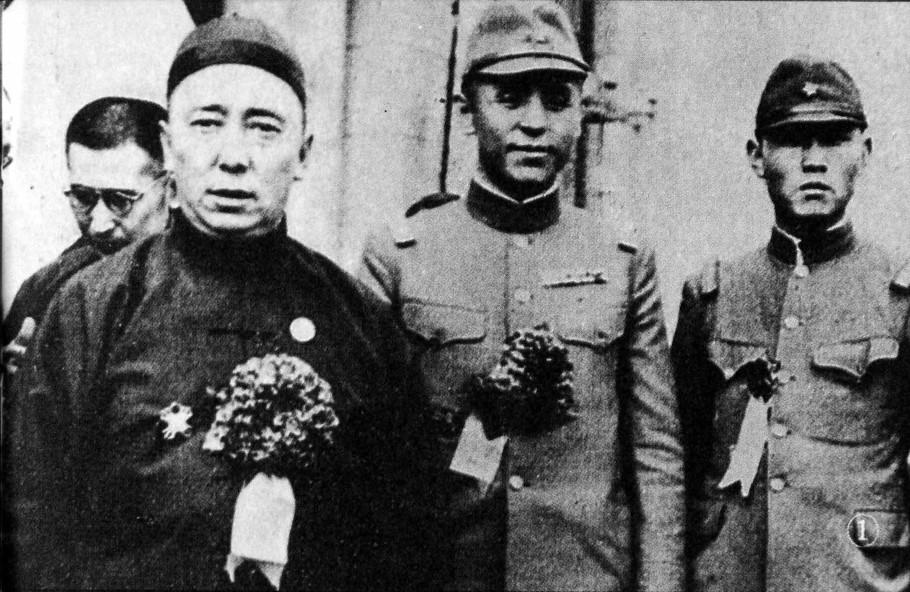
德王（左）、李守信（中）和日本占领军

1935年12月，李守信部在日军的支援下，在张北县建立了蒙古军司令部和日本特务机关。德王隨即同李守信合作，於1936年2月1日，在张北县舉行察哈爾盟公署成立典禮，察哈爾部的蒙古人8旗遂為德王控制。1936年2月10日，德王在苏尼特旗的王府举行“蒙古军总司令部”成立仪式，并作为成吉思汗30世子孙宣读誓词，称“誓愿继承成吉思汗伟大精神，收复蒙古固有疆土，完成民族复兴大业”。日本关东军参谋长西尾寿造到会祝贺，并称“日蒙携手，亲密合作”。1936年5月12日，德王在德化市（由原化德縣改名而成）组成蒙古軍政府，正式使用成吉思汗纪年（当年为731年），以蓝地红黄白条旗为该政府的旗帜，同时还成立了以村谷彦治郎为主任的日本顾问部。
1937年8月27日日军侵占察哈尔省张家口，9月4日成立察南自治政府；9月13日侵占山西省大同市，10月15日成立晋北自治政府；10月27日，蒙古軍政府迁入归绥，更名为蒙古联盟自治政府，以歸綏為首府。11月22日，察南自治政府、晋北自治政府、蒙古聯盟自治政府在张家口签订《关于设立蒙疆联合委员会的协定》，正式成立了蒙疆联合委员会。该《协定》称：“蒙古联盟自治政府、察南自治政府、晋北自治政府认为在蒙疆方面利害休戚相同，有必要对相互关联的重要事项进行协议统制，为此决定设立联合委员会。”1939年9月1日，三个政权在张家口合并成立了蒙疆联合自治政府。政府下设蒙古军总司令部，统帅蒙古骑兵兵团的9个蒙古骑兵师以及蒙古运输兵团的第23卡车团。
1935年（民国24年），中华民国军事将领王英投降日本，被梅津美治郎任命为大漢義軍司令。大汉义军成立于1936年，主要成员为各地的散兵和土匪。1936年11月由王英率领的大漢義軍和德穆楚克栋鲁普（德王）、李守信率领的蒙古軍作为日方部队联合进攻綏遠，参加了红格尔图战役和锡拉木楞庙战役。12月18日，大汉义军被绥军在锡拉木楞庙彻底击溃，除去向傅作义部投诚的部队之外，其余的全部在张北被日军缴械。1937年（民国26年），王英任綏西自治委員会委員長。1939年（民国28年）11月，他任綏西自治聯軍总司令。形式上，王英是德穆楚克栋鲁普的部下，实际上却直接接受日本軍的命令。

## 汪精衛國民政府軍

### 和平建国军
和平建国军是1940年3月汪精卫在南京建立政权后，收编的国民政府投降军队组建的一支汉奸傀儡军队。1940年，汪军总数8.8万人。
1943年4月，日軍發動太行山戰役掃蕩龐炳勛统帅的24集團軍主力，在孤立無援的情况下加上先前降日的舊部孫殿英的勸說於1943年5月投降日本，並於汪精衛政權中任暫編二十四集團軍總司令一職，後任開封綏靖公署主任。
到1945年春，汪精卫政权统治区的伪军达40万余。1945年9月抗日战争胜利后，被南京国民政府收编。

### 和平救国军

蒙疆、中華民國臨時政府和中華民國維新政府

1938年7月中旬，张岚峰赴北平参与成立中华民国临时政府，受到日军北支那方面軍司令官寺内寿一、中国驻屯军司令官香月清司的接见，获封“豫东招抚使”。张岚峰于1938年11月下旬组建“豫东招抚使公署”，在陇海路沿线鹿邑、亳县、夏邑、商丘、宁陵、睢县以及其家乡柘城等地招募土匪及流民，共计18000多人，被日军编为 “豫东剿共军”。不久，日军将张岚峰的“豫东剿共军”更名为“和平救国军第一军”，并拨给大量武器弹药与卡车。
1940年春，汪精卫的南京国民政府成立后任命张岚峰为国民政府军事委员会委员，不久又任命张岚峰为“苏豫皖边区绥靖副司令兼和平救国第一军司令”。张岚峰将部队扩充至9万多人，成为河南省人数最多的伪军，并多次配合日军的进攻。
1943年（民国三十二年）4月，日軍出動二十萬人進攻太行山區；4月23日，日軍包圍孫殿英防地林县，孫殿英率部投降日軍，成为「和平救國軍」司令:198。孫殿英任新五軍軍長，兼任第四方面軍指揮官、豫北保安司令。。
福建
1938年5月日军占领厦门后，整合福建沿海地区的土匪武装，组建伪军“福建和平救国军”。1941年，福建和平救国军攻下平潭县城，自行任命县长。1942年，福建和平救国军的实力达到鼎盛，有5000多人，设总司令部于南竿塘，张逸舟任总司令。1945年，福建和平救国军“易帜反正”，被国民政府缴械遣散。

### 华北治安军
华北治安军，俗称“皇协军”，是日军华北方面军扶植控制的一支伪军。1940年1月14日，华北治安军在北平正式成立，司令齐燮元，其部队主要指挥人员出自日本人控制的通县陆军军官学校，兵员来自原华北剿共军以及在日军占领区招募人员。1940年3月30日，汪精卫在南京设立中华民国国民政府，北平的中华民国临时政府改称华北政务委员会，华北治安军改名为“华北绥靖军”，名义上归属汪精卫政府管辖，实权掌握在各级日军顾问手中。
1940年底扩军至5万余人后，开始全部配合日军发动对中国各敌后区域的扫荡作战。到1942年，华北治安军一度发展到12个集团，9万余战斗人员。1943年，杜锡钧接替齐燮元任总司令。1945年9月，华北治安军13个集团，兵力5.5万人被改编为国民革命军第九路军。

### 东亚同盟自治军
1942年8月，日军华北方面军独立第一混成旅团在邯郸、安阳、大名间的三角地带拼凑了一股较大的汉奸武装，番号“东亚同盟自治军”，分布在大名、南乐、内黄、魏县、漳河县一带。号称一万四千人，实际约七、八千人之数。
- 军长王天祥/刘昆(1944.8-1945.1.16)
- 副军长程希孟（回隆镇西街的大地主，人称“老司令”，1944年八十多岁在家乡老死）/刘昆
- 参谋长檀松甫
  - 参谋处长邱效天/吴寿彭
- 直属突击团团长张履亭
- 第一旅旅长李成华（所部称“李部队”）/贺润生(1943.4.4-)，参谋长高景泗(国特)。团长程海波、师建业。
- 第二旅旅长程（程希孟之子，人称“少司令”），团长程坤、郭德惠。
- 第三旅旅长程道合，团长程兴华(曾任八路军三八六旅十八团副团长)/薛登宽、程道生（和程道合为兄弟，是安阳县辛村镇程太保村大地主）
- 第四旅旅长杨法贤，团长王文香、路景文。

原为冀豫边的卫河以北的回隆、楚旺一带马匪，1926年公开拉大杆，被称为“西南老砸”。 
1943年八路军冀南军区设立西南办事处，为对回隆、楚旺、安阳一带伪匪的工作机构。 
1945年1月16日晚，王天祥和冀南三分区二十三团(陈中民)到城东三里店里应外合直属突击团起义成功，歼灭日军一个小队，东亚同盟自治军军部和伪组织。击毙军长刘昆、参谋长檀松甫等，该军部此后未恢复。起义之后王天祥任冀鲁豫军区抗日游击纵队司令员，突击团编为第一团。1945年5月14日大名县日军撤离邯郸。

## 冀東保安隊
1935年11月25日冀东防共自治政府成立，统治人口600万。军事力量包括保安队、警察和民团三部分，共计10多万人。1938年2月1日，冀东防共自治政府被并入王克敏的中华民国临时政府 (1937–1940)。抗日战争结束后，冀东防共自治政府行政长官殷汝耕（日文名：井上耕二）于1947年12月1日在南京被枪决:8464。

### 保安队

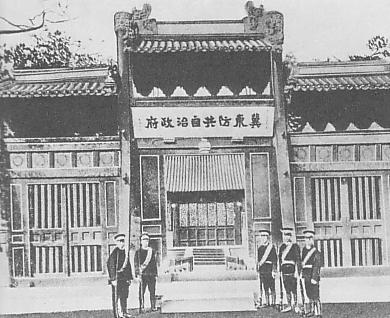
冀东防共自治政府总部大门前的警察

保安队总兵力在1万5千人以上，未改编时分为5个总队，1936年8月改编为4个总一队和1个教导总队并附设干部训练所。每个总队兵力约3500人。每个总队下设2个区队，每个区队辖3个大队有官兵480人，设3个中队，配备有机枪、山炮、野炮，及骑警、通讯等特种兵。其中第一、二两总队系河北省政府于十四、十八两旅中抽编而成，第三、四、五总队系将原抗日救国军李石两部改编而成，与第一总队和第二总队相比成分混杂，纪律更乱。改编前的5个总队队长为张庆余、张砚田、周毓英（后改李海天）、赵雷、刘佐周（后改李允声）。改编后张庆余、张砚田、李允声、韩则信分任第一、二、三、四总队长，教导总队的正副总队长由殷汝耕、张庆余兼任。4个总队的防区为：第一总队现分驻于宝坻、香河、通县附近及昌平、怀柔、顺义一带，第二总队现分驻于三河、玉田、蓟县、遵化一带，第三总队现分驻于昌黎、滦县、临榆、抚宁、卢龙、迁安、乐亭一带，第四总队现分驻于塘沽、北塘、宁河、开平、唐山、古冶一带。通州事件后，冀东保安队完全被日军控制，在日军五次“强化治安运动”中，成为协助日本正规军向中国共产党领导的抗日根据地进行“扫荡”的主要工具。

### 警察
冀东政府的警察是由原分驻各县的常备保安团改编而成，总人数为1万2千人。

### 民团
冀东政府的民团，又称保卫团或散在团。民团是由各县的乡团、商团、伙会和其池武装组建而成，总人数约10万人。各地还从原保安团内部抽调人员组建了禁烟队，全部约1.5万人，都是三五十人的小队，直属各地警务局管理，内部很复杂，还没有完全脱离保卫团。伪政府统治延伸到城乡各个角落，就是依靠警、团组织，凭借“以警率团，以团辅警”的统抬手段来增强其统治。此外，冀东政府在军队内部还设置了一套明确的奖罚和退休机制。1937年2月，满洲国提供了500万元的经费，帮助殷汝耕提高部队的装备水平。日本也派出大批军事顾问，帮助冀东伪政府训练保安队和改编民团。

## 东亚皇协军

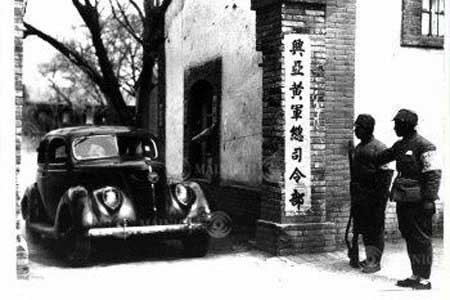
位于山西太原的兴亚黄军总司令部

东亚皇协军，也称“兴亚黄军”、“黄军”，是1940年至1942年期间，部分晋绥军投降日军后被改编的一支傀儡部队。民国二十九年（1940年），阎锡山晋绥军辎重兵司令武怀英投降日军，在日军支持下，组建“兴亚黄军”，并担任总司令。原晋绥军第六十八师副师长蔡雄飞和晋绥军旅长郭援任分别担任支队司令，共有800余人。1941年日军将“兴亚黄军”总部和第二支队遣散，将第一支队改称“黄军”、“东亚皇协军”，蔡雄飞任司令，汤嘉谋任高级参谋，总兵力3000人。1942年，日军改任蔡雄飞为“山西省公署警备处长”，撤销所辖部队番号。

## 抗战时反正的伪军
| 番号                                                                                                | 反正后番号                                 | 下辖               | 部队长                             |
| --------------------------------------------------------------------------------------------------- | ------------------------------------------ | ------------------ | ---------------------------------- |
| 汪精衛國民政府和平建国军第一军（张岚峰）所属的第一路司令曹大中、第二路司令宋克宾 、第三路司令孙敬轩 | 新编第七军                                 | 暂24、暂25、暂26师 | 军长张人杰                         |
| 汪精衛國民政府和平建国军豫北绥靖司令部兼第21师                                                      | 暂编第十五军                               | 暂27师             | 军长刘昌义                         |
| 大汉义军步兵第2旅                                                                                   | 新编第2师                                  | 辖3团              | 师长金宪章、高增级                 |
| 晋南皇协军两个总队                                                                                  | 新编第35师（与独立45旅合编），后改称第55师 | 辖3团              | 师长孔从洲                         |
| 皇协军第3路                                                                                         | 新编第36师                                 | 辖3团              | 师长刘桂堂，张里元                 |
| 大汉义军步兵第1旅                                                                                   | 新编第5旅，后扩编暂编第10师                |                    | 师长安荣昌，梁立柱，王赞臣         |
| 大汉义军步兵第1旅第2团                                                                              | 新编第6旅，后扩编暂编第11师                |                    | 师长王子修                         |
| 满洲国军第3师第1旅                                                                                  | 山东省保安第3旅改编暂编第12师              | 辖3团              | 师长赵保原                         |
| 汪精衛國民政府广东省和平建国军3个团                                                                 | 暂编第13师（与75师225旅一部合编）          | 辖3团              | 师长史克勤，罗折东                 |
| 汪精衛國民政府和平建国军第1军第1师                                                                  | 暂编第24师                                 | 3团                | 师长李忠毅，夏季屏，宋子英         |
| 汪精衛國民政府和平建国军第1军第2师                                                                  | 暂编第25师                                 | 3团                | 师长曹大中，刘英                   |
| 汪精衛國民政府和平建国军第1军第3师                                                                  | 暂编第26师                                 | 3团                | 师长宋克宾，蔡鸿范，李树榛，洪士奇 |
| 汪精衛國民政府第21师                                                                                | 暂编第27师                                 | 3团                | 师长刘耀军，刘昌义，萧劲           |
| 蒙疆聯合自治政府军第2师第6团                                                                        | 新编骑兵第3师                              |                    | 师长井得泉，朱振庭，刘万春，梁立柱 |
| 大汉义军骑兵第1旅                                                                                   | 新编骑兵第4师                              |                    | 师长石玉山                         |
| 蒙疆聯合自治政府军第3师第7团                                                                        | 新编骑兵第5师                              |                    | 师长慕新亚                         |
| 西北边防自治军第1师                                                                                 | 游击第1师                                  |                    | 师长高振兴                         |
| 西北边防自治军第3师                                                                                 | 游击第2师                                  |                    | 师长李兆兴                         |
| 绥西自治联军第2师                                                                                   | 游击第3师                                  |                    | 师长邬青云                         |
| 汪精衛國民政府河南省警备队                                                                          | 独立第4旅                                  |                    | 旅长杨兆荣，王辅臣                 |
| 汪精衛國民政府第13师第25旅                                                                          | 暂编第2旅，后改称独立第11旅                |                    | 旅长李启蒙                         |
| 沧州伪军                                                                                            | 新编第13旅                                 |                    | 旅长黄祯泰                         |
| 蒙疆聯合自治政府萨县保安团                                                                          | 暂编骑兵第2旅                              |                    | 旅长刘盛五                         |

## 战后结局
到日本無條件投降前中國伪军軍力共有7个方面军、1个集团军、24个军、64个师、13个独立旅，以及其它单位134个，兵力高达118.6万余人（前述统计不含滿洲國偽軍）。
战后，時任國民政府軍政部長的陈诚制定了三个大的收编原则，即：“一、对伪杂军应于点编后逐次设法解散或缩小组织并收缴武器；二、于点编后对志愿而确有生产可就者，准照旧给予发给一个薪饷资遣；三、人数超过枪数之部队，按其实有枪数编成。”令军政部不授予伪军正规番号，收编为10个路军、8个军（初期编为28个军）、2个骑兵集团、107个师（其中第79师—第107师为东北地区的游杂土匪武装所用），以及一些其它名目的部队（如南京先遣军、广州先遣军等），计68万3569人（不含东北地区的武装）。
- 新编第1路军，总司令庞炳勋。借着第40军在邯郸战役被重创，主动提出将新1路军的官兵充编第40军，以恢复该军战斗力。庞炳勋“功成身退”的返回老家当起了寓公，新1路军所属官兵也因此成为了第40军的官兵。
- 新编第2路军，总司令孙良诚。所属新编第1军在江苏盐城投共
- 新编第3路军，总司令张岚峰，副司令黄宗颜。所属新18师、新55师、新56师先后在河南永城、夏邑、淮阳等地投共。
- 新编第4路军，总司令孙殿英
- 新编第5路军，总司令吴化文
- 新编第6路军，总司令郝鹏举。全军近3万人在台儿庄投共，被改编为“华东民主同盟军”
- 新编第7路军，总司令叶蓬 强行编遣
- 新编第9路军，总司令门致中
- 新编第10路军，总司令李守信 强行编遣
- 新编第11路军，总司令吴元敏 强行编遣
- 新编第21军，军长邹平凡 驻武汉，强行编遣
- 新编第22军，军长富双英 驻鲁南、兖州一带，强行编遣
- 新编第23军，军长彭振国 强行编遣
- 新编第24军，军长刘组笙 冀东
- 新编第25军，军长李雨霖（抗日名将李杜之弟）及所属师长明德在河南许昌被别动军第5纵队司令刘慕德活埋，部队被第五十五军包围缴械
- 新编第26军，军长陈达君 强行编遣
- 新编第27军，军长姜鹏飞 任命了28名师长。实际上全军上下加起来不满千人。很快就被哈尔滨公安局捕后枪决，新27军及所属各师迅速瓦解。
- 新编第28军，军长高德林，副军长栾乐山 河北省邢台沙河县。
- 第十一战区骑兵第1集团，指挥官王英。陈秉义代理
- 第十一战区骑兵第2集团，代指挥官宝贵廷伪蒙古军总参谋长

1946年2月，军政部对伪军的第二次整编正式开始。编成6个纵队（各纵队辖2到3个总队不等）、14个独立总队和4个独立团，整编后的剩余兵力计23万8996人（其中关内15万2670人）。
- 暂编第1纵队，司令刘祖笙（辖第1、第2总队）：由遵化县党峪调驻通县。
- 暂编第2纵队，司令高德林，副司令栾乐山（辖第3、第4总队）：由邢台调驻保定，驻高碑店。1948年11月所部改编为第271师（辖三团），师长栾乐山。
- 暂编第3纵队，司令孙殿英（辖第5、第6总队）：1947年5月在河南汤阴被歼灭
- 暂编第4纵队，司令张岚峰,副司令黄宗颜（辖第7、第8、第9总队）：1947年1月在山东曹县被歼灭3个团。1947年7月余部编为暂编第二十四师，师长黄宗颜。辖2个旅4个团，第5旅旅长陈扶民。在商丘、淮北参加国共内战。1947年12月华野十纵突袭商丘以西的柳河车站，歼灭第5旅及其2个团，俘少将旅长陈扶民以下三千余人，缴美式榴弹炮四门，迫击炮二十门，重机枪二十三挺，轻机枪一百六十一挺，步枪一千七百九十三支。1948年10月编入第五军为第46师，营以上主官全部换上了第五军干部。
- 暂编第5纵队，司令孙良诚（辖第10、第11总队）
- 暂编第7纵队，司令吴化文（辖第15、第16总队）
- 暂编独立第1总队，总队长关振亚。舞阳县北舞渡镇和平建国军第一师第一旅。改编为地方保安团队
- 暂编独立第2总队，总队长宝贵廷
- 暂编独立第5总队，总队长秦汉清。汪伪警卫第2师师长。改编为地方保安团队。
- 暂编独立第6总队，总队长王占林。汪伪第七师、第四师师长，驻合肥地区。改编为地方保安团队。王占林更是在舆论的压力被逮捕判刑。
- 暂编独立第8总队，总队长赵瑞。山西伪军
- 暂编独立第9总队，总队长杨诚。山西伪军
- 暂编独立第10总队，总队长荆谊：山西伪军。在山西孟县被歼灭
- 暂编独立第11总队，总队长侯如墉：在在河北正定被歼灭
- 暂编独立第13总队，总队长王继祥：在在山东德州被歼灭
- 暂编独立第14总队，总队长陈秉义：绥西自治联军第一师师长。后驻防固阳，被改编为骑兵第十一旅，陈秉义任旅长。
- 东北暂编保安第1总队，总队长王景南
- 东北暂编保安第2总队，总队长刘德溥
- 东北暂编保安第3总队，总队长陈天熹
- 东北暂编保安第4总队，总队长王家善

1948年初参谋总长陈诚将这些伪军部队全部正规军化：
- 暂编第1、第2纵队并编为暂编第二军 军长高卓东，副军长刘祖笙，辖第271师，师长栾乐山。
- 暂编第7纵队改编为整编第84师（初称保安第2纵队） 师长吴化文
- 第42集团军残部缩编为暂编第23师 师长毕书文
- 暂编第4纵队残部缩编为暂编第24师 师长黄宗颜，后编入第五军为第46师。
- 暂编第5纵队改编为暂编第25师（初称保安第1纵队） 师长孙良诚
- 东北暂编保安第1总队改为暂编第55师（初称东北保安第7区） 师长王天任
- 东北暂编保安第2总队改为暂编第56师（初称东北保安第11区） 师长刘德溥
- 东北暂编保安第3总队改为暂编第57师（初称东北保安第12区） 师长陈天熹
- 东北暂编保安第4总队改为暂编第58师（初称东北保安第13区） 师长王家善
- 暂编独立第14总队改为整编骑兵第11旅（初称暂编骑兵第2旅） 旅长陈秉义。1949年9月参加绥远和平解放，改编为中国人民解放军骑兵第4师独立骑兵旅。
- 暂编独立第2总队改为新编骑兵第1旅（初称骑兵第3总队） 旅长宝贵廷
- 暂编独立第8总队维持原番号 总队长赵瑞
- 暂编独立第9总队维持原番号 总队长杨诚

## 图集

### 满洲国军
- 满洲国军将校合影
- 满洲国陆军骑兵部队
- 军事演习中的满洲国军士兵
- 满洲国军军乐队
- 满洲国军仪仗队
- 满洲国禁衛隊士兵
- 一名興安軍骑兵
- 满洲国江防艦隊
- 满洲国江上军
- 满洲国江上军
- 满洲国江上军陆战队
- 满洲国军飞行队

### 和平建國軍

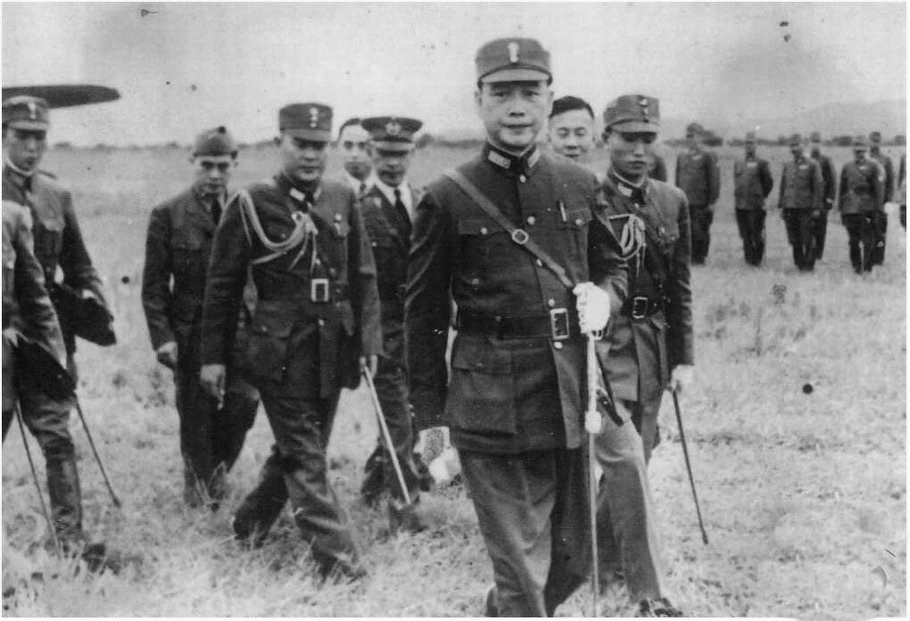
汪精卫与和平救国军的军官在一起
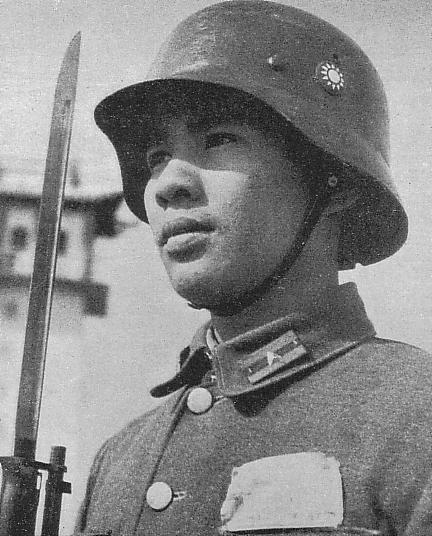
一名和平建国军士兵
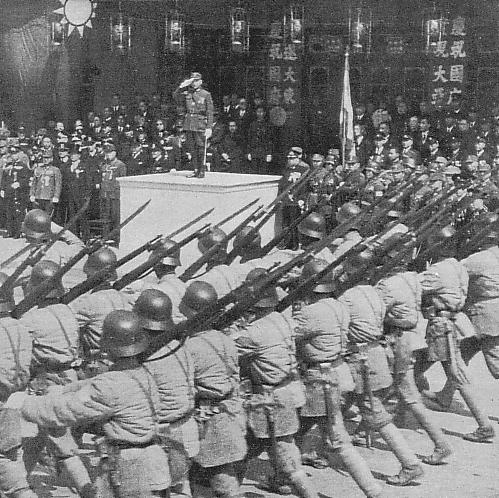
和平建国军在汪精卫政权建立3周年典礼上的阅兵
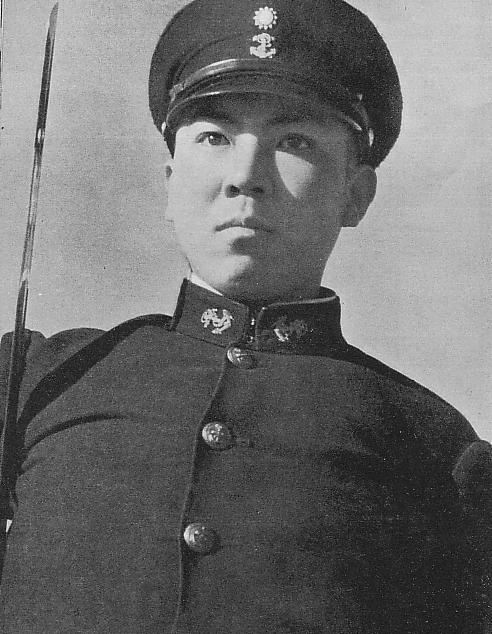
一名汪精卫政权中央海军学校的学生